# Tonka Bay, Minnesota
Tonka Bay là một thành phố thuộc quận Hennepin, tiểu bang Minnesota, Hoa Kỳ. Năm 2010, dân số của thành phố này là 1475 người.

## Dân số
- Dân số năm 2000: 1547 người.
- Dân số năm 2010: 1475 người.